# Devade tenella
Espèce
Synonymes
- Altella tenella Tystshenko, 1965
- Momius hispidus Andreeva & Tystshenko, 1969
- Devade indistincta tatyanae Esyunin, 1994
- Devade uiensis Esyunin, 1994
- Devade uiensis turanica Esyunin & Efimik, 2000

Devade tenella est une espèce d'araignées aranéomorphes de la famille des Argyronetidae.

## Répartition
Cette espèce se rencontre en Russie, en Ukraine, à Chypre, en Arménie, en Azerbaïdjan, en Iran, au Turkménistan, au Kazakhstan et au Kirghizistan.

## Description
La femelle holotype mesure 3,8 mm.

## Systématique et taxinomie
Cette espèce a été décrite sous le protonyme Altella tenella par Tystshenko en 1965. Elle est placée dans le genre Momius par Ovtsharenko et Fet en 1980 puis dans le genre Devade par Marusik en 1989. Elle est placée en synonymie avec Devade indistincta par Esyunin en 1994. Elle est relevée de synonymie par Esyunin et Efimik en 2000.
Momius hispidus a été placée en synonymie par Ovtsharenko et Fet en 1980.
Devade indistincta tatyanae a été placée en synonymie par Esyunin et Efimik en 2000.
Devade uiensis et Devade uiensis turanica ont été placées en synonymie par Esyunin et Marusik en 2001.

## Publication originale
- Tystshenko, 1965 : « A new genus and new species of spiders (Aranei) from Kazakhstan. » Entomologicheskoe Obozrenie, vol. 44, p. 696-704.